# Fortesa
Fortesa är ett albanskt kvinnonamn.

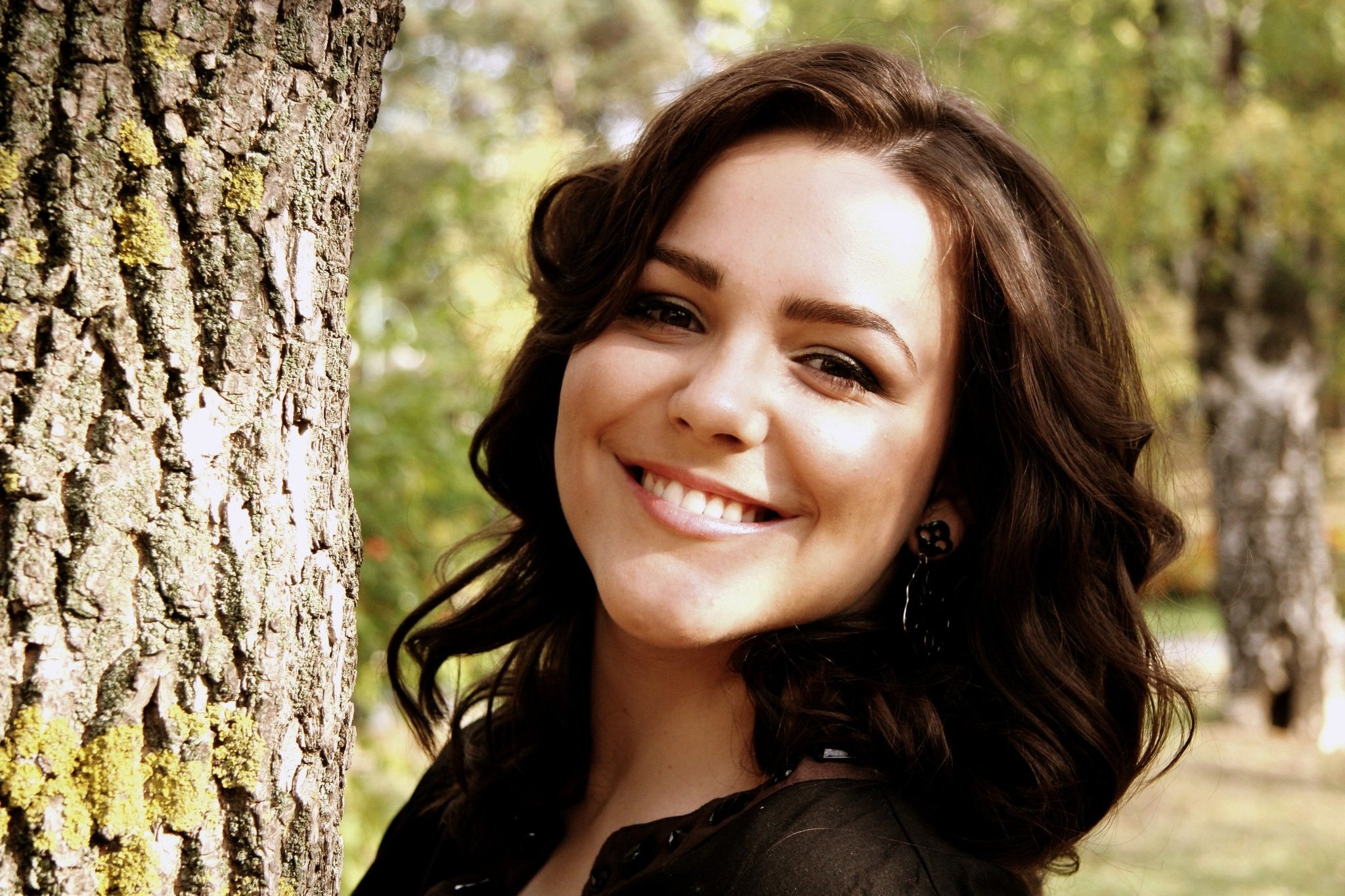
Fortesa Hoti, 2010.

Den 31 december 2014 fanns det totalt 15 kvinnor folkbokförda i Sverige med namnet Fortesa, varav samtliga 15 bar det som tilltalsnamn.
Namnsdag: saknas

## Personer med namnet Fortesa
- Fortesa Hoti, schweizisk-albansk sångerska
- Fortesa Hoti, svensk skådespelare